# Цивилизация на маите
Цивилизацията на маите е мезоамериканска цивилизация, създадена от народа на маите, и известна със своята идеографска писменост – единствената известна напълно развита писмена система в предколумбова Америка, както и със своето изкуство, архитектура, математика, календар и астрономична система. Цивилизацията на маите се развива в регион, обхващащ югоизточната част на днешно Мексико, цяла Гватемала и Белиз и западните части на Хондурас и Салвадор. Областта включва северните низини на полуостров Юкатан, възвишенията на Сиера Мадре де Чиапас и южните низини на тихоокеанското крайбрежие.
Архаичният период, преди 2000 година пр. Хр., е свързан с ранното развитие на земеделието и появата на първите селища. Предкласическият период (около 2000 година пр. Хр. до 250 година сл. Хр.) обхваща създаването на първите усложнени общества в ареала на маите и началото на отглеждането на основните хранителни култури, характерни за кухнята на маите, като царевица, фасул, тиква и люта чушка. Първите градове на маите се развиват около 750 година пр. Хр., а към 500 година пр. Хр. те вече имат монументална архитектура, включваща големи храмове с усложнени щукатурни фасади. Идеографската писменост се използва в региона от III век пр. Хр. В края на Предкласическия период в низината Петен се развиват няколко големи града, а в Гватемалските планини във възход е Каминалхую.
От средата на III век сл. Хр. започва Класическият период, който се характеризира с издигането на скулптурни паметници с дати от календара на маите. През тази епоха се развиват голям брой градове-държави, свързани помежду си в сложна търговска мрежа. В равнините се издигат два съперничещи си центъра – Тикал и Калакмул. Класическият период е свързан и с намесата на централномексиканския град Теотиуакан в династичните междуособици на маите. През IX век се наблюдава масов политически срив в централните области на маите, довел до междуособни войни, изоставяне на градове и изселване на население на север. В Следкласическия период на север се засилва Чичен Ица, а в Гватемалските планини се разраства агресивното царство Кумарках. През XVI век Испанската империя завладява целия Мезоамерикански регион и след продължителна поредица от военни кампании последният град на маите Нохпетен пада през 1697 година.
В центъра на политическото устройство през Класическия период е концепцията за „божествен владетел“, който изпълнява ролята на посредник между смъртните и свръхестественото. Монархията е патрилинейна, като властта обикновено се предава на най-възрастния син, от когото се очаква и да е успешен военачалник. Въпреки различията в политическата структура на отделните градове държави, навсякъде управлението се основава на затворена система на патронаж. Към края на Класическия период аристокрацията засилва влиянието си за сметка на изключителната власт на божествения владетел. Цивилизацията на маите развива комплексни форми на изкуството, в което се използват както трайни, така и нетрайни материали, сред които дърво, нефрит, обсидиан, керамика, каменна скулптура, щукатура и стенописи.
Градовете на маите се развиват безразборно, като градският център е зает от церемониални и административни комплекси, а около тях са разхвърляни жилищните квартали. Отделните части на града често са свързани чрез специално изградени пътища, наричани сакбе („бял път“). Главните сгради в градовете са дворци, пирамидални храмове, церемониални стадиони и съоръжения за астрономически наблюдения. Висшите класи са грамотни и развиват сложна система за идеографска писменост. Маите записват своята история и ритуални знания в книги, от които са запазени само три безспорни образеца, докато основната част са унищожени от испанците. Множество текстове са запазени върху камък или керамика. Маите създават сложна поредица от свързани ритуални календари и използват математика, включително една от най-ранните употреби на експлицитна нула в човешката история. Религията им включва човешки жертвоприношения.

## Мезоамерика
Цивилизацията на маите се развива в културния ареал на Мезоамерика, обхващащ територия от днешно северно Мексико до Централна Америка на юг. Мезоамерика е един от шестте региона в света, където сравнително независимо възниква цивилизация. Мезоамериканската област дава началото на поредица културни развития, включващи усложнена обществена система, земеделие, градове, монументална архитектура, писменост и календарна система. Други характеристики, споделяни от мезоамериканските култури, са астрономическите познания, кървавите и човешки жертвоприношения и космология, разглеждаща света като разделен на четири по четирите посоки на света, всяка със свои атрибути, и тройно разделение на света на небесно, земно и подземно царство.
Към 6000 година пр. Хр. ранните обитатели на Мезоамерика експериментират с опитомяване на растенията, процес, който в крайна сметка довежда до създаване на уседнали земеделски общества. Разнообразният климат в региона води до голямо многообразие на използваните земеделски култури, но във всички области се отглеждат основните култури царевица, боб и тикви. Всички мезоамерикански култури използват техника от каменната епоха, като едва след времето около 1000 година сл. Хр. започва обработката на мед, сребро и злато. В Мезоамерика няма впрегатни животни, не се използва колелото и опитомените животни са малко, като основните начини за придвижване са пеш или с лодки.
Мезоамериканците разглеждат света като враждебен и управляван от непредвидими божества. Широко се практикува ритуална игра с топка. Регионът е езиково разнороден, като повечето езици попадат в няколко езикови семейство, главните сред които са маянските, михе-сокските, ото-мангейските и юто-ацтекските езици. Освен тях има и няколко по-малки групи, както и изолирани езици. Всички тези езици образуват езиков съюз с някои общи характеристики, включително широко разпространени заемки и използване на двадесетична бройна система.

## География
Цивилизацията на маите заема обширна територия, включваща югоизточната част на днешно Мексико и северните части на Централна Америка. Тази област включва целия полуостров Юкатан, цялата територия на съвременните държави Гватемала и Белиз, както и западните части на Хондурас и Салвадор. Основната част от Юкатан е заета от обширна низина с редки хълмове и възвишения и ниска брегова линия.
Областта Петен представлява гъсто залесена варовикова низина, в която са разположени поредица от четиринадесет езера. На юг низината постепенно се издига към Гватемалските планини. Гъсти гори покриват северен Петен и Белиз, по-голямата част от Кинтана Ро, южно Кампече и част от южен Юкатан. На север от тях растителността преминава в по-ниски гори с гъсти храсталаци.
Крайбрежната зона на Соконуско е разположена южно от Сиера Мадре де Чиапас и включва тясна крайбрежна низина и предпланините на Сиера Мадре. Планините на маите продължават на изток от Чиапас в Гватемала, достигайки най-високата си точка в Сиера де лос Кучуматанес. Най-населените части от планините в Предколумбовата епоха са големите планински долини, като Гватемалската долина и долината Кетцалтенанго. В южната част на планините е разположена поредица вулканични конуси, успоредни на тихоокеанския бряг. Същата планинска система продължава на север във Верапас и постепенно се спуска на изток.

## История
Историята на цивилизацията на маите се разделя на три основни периода – Предкласически, Класически и Следкласически период. Те са предшествани от Архаичния период, през който се появяват първите селища и наченки на земеделие. Съвременните учени разглеждат тази периодизация като произволно условно разделяне на хронологията на маите, а не като маркираща културно развитие или упадък. Отделните дефиниции за обхвата на отделните периоди могат да се различават с около век, в зависимост от предпочитанията на съответните автори.
| Период         | Подразделения         | Подразделения               | Години                  |
| -------------- | --------------------- | --------------------------- | ----------------------- |
| Архаичен       | Архаичен              | Архаичен                    | 8000 – 2000 пр. Хр.     |
| Предкласически | Ранен предкласически  | Ранен предкласически        | 2000 – 1000 пр. Хр.     |
| Предкласически | Среден предкласически | Ранен среден предкласически | 1000 – 600 пр. Хр.      |
| Предкласически | Среден предкласически | Късен среден предкласически | 600 – 350 пр. Хр.       |
| Предкласически | Късен предкласически  | Ранен късен предкласически  | 350 – 1 пр. Хр.         |
| Предкласически | Късен предкласически  | Късен късен предкласически  | 1 пр. Хр. – 159 сл. Хр. |
| Предкласически | Късен предкласически  | Краен предкласически        | 159 – 250               |
| Класически     | Ранен класически      | Ранен класически            | 250 – 550               |
| Класически     | Късен класически      | Късен класически            | 550 – 830               |
| Класически     | Краен класически      | Краен класически            | 830 – 950               |
| Следкласически | Ранен следкласически  | Ранен следкласически        | 950 – 1200              |
| Следкласически | Късен следкласически  | Късен следкласически        | 1200 – 1539             |
| Контактен      | Контактен             | Контактен                   | 1511 – 1697             |

### Предкласически период
Маите развиват своята първа цивилизация в Предкласическия период. Учените продължават да дискутират началната дата на тази епоха. Селище на маите в Куело, днешен Белиз, е датирано по въглеродния метод около 2600 година пр. Хр. В района на Соконуско по тихоокеанското крайбрежие възникват селища към 1800 година пр. Хр., когато маите вече отглеждат основните култури царевица, боб, тикви и люти чушки. Този етап се характеризира с уседнали общности и поява на грънчарство и изпечени глинени фигурки.
През Средния предкласически период селата започват да се разрастват и се появяват първите истински градове. Накбе в гватемалския департамент Петен е най-ранният добре документиран град на маите в низините. Неговите големи строежи са датирани около 750 година пр. Хр. През Средния предкласически период са добре заселени северните низини на Юкатан. Към 400 година пр. Хр. ранните владетели на маите започват да издигат стели, а през III век пр. Хр. в Петен вече се използва добре развита писменост. В Късния предкласически период огромният град Мирадор се разраства до площ около 16 квадратни километра. Макар и не толкова голям, в средата на IV век пр. Хр. Тикал също е значителен град.
В планините Каминалхую се превръща в главния център на Късния предкласически период. Такалик Абах и Чокола са два от основните градове на тихоокеанското крайбрежие, а Комчен се превръща във важен център в северен Юкатан. Културният разцвет на Късния посткласически период се срива през 1 век сл. Хр. и много от големите градове на епохата са изоставени по неизяснени причини.

### Класически период
В началото на нашата ера в северозападната част на Централна Америка, на полуостров Юкатан, възниква културата на племената майа (киче, какчикели, мам, понтал, чол и хуастеки). Класическият период /I-IX век/ се отбелязва с появяването на градове, каменни монументи, надгробни плочи с йероглифи и многоцветна керамика. Късният класически период /600 – 900 г. от н. ера/ е свързан с разцвет на архитектурата, скулптурата и многоцветната керамика, като центърът се премества към 10 век на п-ов Юкатан, където са изградени градове-държави, достигнали висока степен на цивилизация – Бонампак, Чичен Ица, Тикал, Копан, Ушмал, Маяпан, Паленке. От тях са запазени огромни храмови комплекси във формата на стъпаловидни пирамиди (например основата на пирамидата в Чолула достига 440 м, най-голямата пирамида в света). В южната част на страната се развива културата на сапотеките (град Монте Албан), на миштеките (град Митла), по Мексиканското крайбрежие разцъфтява културата на олмеките, оставили забележителни монументални скулптури, в това число необяснените каменни глави с негроидни черти и тегло от няколко тона, при това издялани от камък, който може да бъде намерен на хиляди километри от находките. От културата на тотонаките са запазени религиозни и културни центрове и градове в Централно Мексико – Теотихуакан, Тахин.

## Строителство
Маите са първите хора в Америка, които започнали да строят големи градове от камък. За да ги свържат, строят пътища, които минават през джунглите и блатата. Всичко това маите правят без да използват метални сечива, каруци или товарни животни. В градовете им се издигат великолепни внушителни храмове и дворци. Те строят и огромни пирамиди. Страните на пирамидата приличат на гигантска стълба. Най-големите пирамиди били с височина над 60 м. (Това е повече от височината на Колоната на Нелсън в Лондон) Често маите построяват нова пирамида върху старата – и така понякога три-четири пъти. Всяка следваща била по-голяма от предишната. Маите строят храмове на върха на пирамидите като домове за боговете им. Те били изработвани от дърво, така че отдавна са изчезнали. Пирамидите са построени от варовикови скали покрити с бляскава бяла мазилка – ослепителна гледка на лунна светлина. След това маите боядисват пирамидите в ярко червено или синьо и изписват върху тях йероглифи.
Строителството било тежка работа. Маите оформят камъните със сечива, направени от кремък. След това носят тежкия товар на гръб, като го окачват на въже минаващо през челото им. Къщите са правоъгълни, стените – от слама или от преплетени палмови листа, подът – от твърда земя. Така изглеждат най-скромните къщи. Къщите на старейшините са издигани от дърво и камък и представляват две помещения. Едното е нещо като тераса, което служи и за приемна. В другата се помещава семейството. В нея има мебелировка и керамични изделия. Килимите и стените са декорирани с цветни мотиви.

## Ритуали и жреци
Маите принасят в жертви пленници. Хвърлят ги от върха на пирамидата, като понякога ги убиват предварително. Няма нещо в живота на маите, което да не е свързано с религията. Ритуалите с принасяне на жертва към боговете на земеделски продукти, животни или човешка кръв предшестват всяко обществено или семейно събитие. Жреците често се порязват по телата или се осакатяват. Религиозните ритуали предшестват големите ловни експедиции всеки сезон. Семейните церемонии като раждане, сватба и смърт винаги протичат в мистична атмосфера. По време на ритуалите не липсва игра на топка, в която две групи мъже се опитват да вкарат гумената топка през пръстен в стената. Тази игра има строго ритуален и религиозен характер. Главно почитано божество е Кукулкан. В народните представи той се идентифицира като строител и архитект, който основава град Маяпан и повелява изграждането на постройките в Чичен Ица. Нарежда на хората да се изповядват и да постят, както и да се въздържат от употребата на оръжие. Кукулкан е превод на Кетцалкоатл. На езика на маите „кукул“ означава птицата кетцал, а „кан“ – змия. Днес птицата кетцал е символ на Гватемала. Бог Кукулкан се изобразява като перната змия, която била основна емблема на династията Кан. Династията Кан е последният царуващ род от монарси в страната. Като последната от династията е кралицата Моо.
Практикува се и ритуална антропофагия. Това се случва на някои празненства, като, както отбелязва испански източник, части от жертвите се изяждат с „голяма набожност и почит“.
Една определена група от жреците се посвещават на науката, но не заради самата наука, а по-скоро дотолкова, доколкото тя може да послужи на религията. Маите напредват много в изучаването на математиката и астрономията, а в изчисленията си достигат до такава прецизност, че днешните учени се озадачават. Най-големите им заслуги са при проучване движението на планетите Венера, Марс, Юпитер и Сатурн.
Маите завещават на следващите поколения своята история, знанието за най-важните събития върху надгробни плочи. На храмовете и дворците се извайвали релефно всички значителни откъси от историята с помощта на писмеността им.

## Летоброене при маите
Маите са имали сложна система от календари, доста точна за времето си. Първоначално маите имат календар от 260 дни в годината. Броенето става с две въртящи се едно от друго зъбчати колела. С течение на времето добавят и трето зъбно колело, с което годината добива 365 дни. Разделението на тези дни е на 18 месеца със съответно 20 дни и един месец ‘’Уайеб’’ с 5 дни. Всичко заедно дава една „приблизителна година“ от (18 x 20) + (1 x 5) = 365 дни. Четвърт денят, който остава при високосни години, се пренебрегва от маите.